# Торі Блек
Міше́ль Че́пмен (англ. Michelle Chapman; нар. 26 серпня 1988 року, Сіетл, штат Вашингтон, США), відома як То́рі Блек (англ. Tori Black) — американська порноакторка. 

## Біографія
Мішель Чепмен народилася 26 серпня в Сіетлі, штат Вашингтон, США. Після закінчення школи вирішила продовжити навчання в коледжі. Щоб заробити грошей для оплати навчання, працювала моделлю, але цих грошей не вистачало, і в цей момент їй запропонували стати порномоделлю, а потім і зйомки в порнофільмах.
Потрапила на зйомки 2007 року. За три роки відтоді взяла участь у понад 200 фільмах, отримала кілька премій на фестивалях порнофільмів і здобула значну популярність. Також знімається як модель для порножурналів. Проте досі не відмовилася від бажання закінчити коледж.
Попри значний досвід, не має контракту з певною порностудією. Віддає перевагу зйомкам за наймом, знімаючись у порнофільмах різних студій. Також має кілька власних промо-сайтів.
2009 року отримала нагороди «CAVR Hottie of the Year Award», «XRCO Starlet of the Year Award» і «FAME Favourite Rookie Starlet Award».
У січні 2011 року CNBC назвав Торі Блек однією з 12 найпопулярніших зірок у порно, а журнал «Complex» розмістив її на вершині списку «100 найгарячіших порнозірок».

## Нагороди
- 2008 Penthouse Pet Of The Month — Грудень
- 2009 CAVR Award — Hottie of Year[9]
- 2009 XRCO Award — Starlet of Year[10]
- 2009 FAME Award — Favorite Rookie Starlet[11]
- 2010 AVN Award — Female Performer of the Year[12]
- 2010 AVN Award — Best All-Girl Couples Sex Scene — Field of Schemes 5[12]
- 2010 AVN Award — Best All-Girl Three-Way Sex Scene — The 8th Day[12]
- 2010 AVN Award — Best Tease Performance — Tori Black Is Pretty Filthy[12]
- 2010 AVN Award — Best Threeway Sex Scene — Tori Black Is Pretty Filthy[12]
- 2010 XBIZ Award — Female Performer of the Year[13]
- 2010 XRCO Award — Female Performer of the Year[14]
- 2010 °F.A.M.E. Award — Favorite Female Starlet[15]
- 2011 AVN Award — Best Oral Sex Scene — Stripper Diaries[16]
- 2011 AVN Award — Best POV Sex Scene — Jack's POV 15[16]
- 2011 AVN Award — Best Sex Scene in a Foreign-Shot Production — Tori Black Nymphomaniac[16]
- 2011 AVN Award — Female Performer of the Year[16]
- 2011 XBIZ Award — Porn Star Site of the Year — ToriBlack.com[17]
- 2011 XRCO Awards — Female Performer of the Year
- 2012 NightMoves Awards — Social Media Star (Editor's Choice)

## Факти
- У дівчини є пірсинг язика і пупка[18]
- Татуювання у вигляді зірки, трохи нижче і правіше пупка[18]